# Єврейська демократична партія
Єврейська демократична партія — єврейська політична партія на території Першої Чехословаччини, точніше в Підкарпатській Русі, яка брала участь у додаткових парламентських виборах у Підкарпатській Русі 1924 року.

## Історія
У 1921 році в Підкарпатській Русі почав формуватися політичний спектр. З самого початку тут утвердилися три основні політичні течії: сіоністська, натхненна списком кандидатів від Об'єднаної єврейської партії, яка брала участь у парламентських виборах 1920 року в Чехії та Словаччині, ультраортодоксальна, пов'язана з рухом Аґудат Ісраель, і аграрно-консервативний, близький до чехословацьких аграріїв і спрямований на захист інтересів єврейських землевласників і купців. У 1923 році всі ці три ідеологічні течії змогли співпрацювати та створити парасольковий союз під назвою Єврейська партія Підкарпатської Русі через відчуття зовнішньої загрози з боку антисемітизму, а також через спільні інтереси в захист єврейських економічних інтересів. Аграріїв представляв Емануїл Гутман, ортодоксів — Коломан Вайс, сіоністів — Олександр Шпігель. На муніципальних виборах 1923 року ця спільна платформа мала успіх у багатьох муніципалітетах.
У 1924 році ця коаліція розпалася, а аграрна та ортодоксальна течії відокремилися від сіоністів, а їхні лідери, включно з Емануїлом Гутманом, вели переговори з чехословацькими аргарниками (Антоніном Швеглою та Яном Малипетром). Після повернення з Праги Єврейська партія Підкарпатської Русі розпалася. Тоді аграрно-ортодоксальне крило сформувало Єврейську демократичну партію. Окрім певних ідеологічних застережень щодо сіонізму (опозиція секуляризму), це також відображало опір місцевих єврейських еліт диктату сіоністської організації з Чехії (сіоністи висунули празького сіоніста Людвіка Зінгера на перше місце в списку кандидатів). На виборах Єврейська демократична партія набрала 9900 голосів і таким чином не отримала представництва в парламенті. Навіть сіоністська Єврейська народна партія випередила її за підтримкою виборців з майже 18 тисячами голосів, але навіть їй не вистачило голосів, щоб потрапити до парламенту.
У наступні роки розкол з 1924 року виявився постійною рисою єврейської політики Підкарпаття, і течія, представлена Єврейською демократичною партією (або її наступниками), зберігалася по всій решті Першої Республіки. На парламентських виборах 1925 року аграрні та ортодоксальні євреї балотувалися як Єврейська економічна партія, на регіональних виборах 1928 року як Єврейська республіканська партія, на парламентських виборах 1929 року Єврейська республіканська партія безпосередньо влилася в Чехословацьку аргарську партію. Сіоністська течія була представлена Єврейською партією, але на Підкарпатській Русі їй так і не вдалося здобути панівне становище серед євреїв.